# Mercury (Savoie)
Mercury ist eine französische Gemeinde mit 3.471 Einwohnern (Stand: 1. Januar 2022) im Département Savoie in der Region Auvergne-Rhône-Alpes. Sie gehört zum Kanton Albertville-1 im Arrondissement Albertville.

## Geografie

### Lage
Mercury liegt auf 550 m in der Nähe von Albertville, 34 km ostnordöstlich der Präfektur Chambéry und 60 km südsüdöstlich der Stadt Genf (beides Luftlinie). Das Dorf erstreckt sich im Nordwesten des Département Savoie, an der Ostflanke des Massivs der Bauges und oberhalb des Flusses Isère. Umgeben wird Mercury von den Nachbargemeinden
- Faverges-Seythenex mit Seythenex im Norden und Nordwesten und Faverges im Norden,
- Cons-Sainte-Colombe, Marthod und Thénésol im Norden,
- Allondaz im Norden und Nordosten,
- Pallud im Osten und Nordosten,
- Albertville im Osten,
- Gilly-sur-Isère im Süden,
- Plancherine im Westen und Südwesten.

### Topographie
Die Fläche des 22,33 km² großen Gemeindegebiets umfasst den Ost- und Südhang eines Bergrückens, der sich an der Ostflanke des Massivs der Bauges von der 2062 m hohen Dent de Cons in Nord-Süd-Richtung bis zum 1841 m hohen La Belle Étoile hinzieht. Die Wasserscheide dieser Bergkette markiert die nordwestliche Gemeindegrenze, so dass der Gemeindeboden in der Nähe des Dent-de-Cons-Gipfels mit 2040 m seine höchste Erhebung erreicht. Am Fuß dieser Bergkette geht der Gemeindeboden in ein sanft reliefiertes Gelände über, das einige Kilometer weiter südöstlich von der flachen Schwemmebene der Isère abgelöst wird. Mehrere kleine Bäche entwässern dieses Gelände zur Isère hin, davon bilden der Ruisseau de Pottier im Nordosten und der Ruisseau des Trois Nants im Südwesten die übrigen Gemeindegrenzen. Der Ruisseau d’Évreux fließt parallel zum Fuß der Bergkette und trennt mit einer kleinen Senke die Bergkette von einer separaten Erhebung, dem 650 m hohen Hügel Colline de Château-Vieux oberhalb der Talebene von Albertville. Die Gemeinde liegt innerhalb des Regionalen Naturparks Massif des Bauges (frz.: Parc naturel régional du Massif des Bauges).
Besonders die Bergflanken sind dicht bewaldet, so dass Bäume mit 52 % die anteilsmäßig größte Landbedeckung der Gemeinde ausmachen. Weitere 26 % werden von landwirtschaftlichen Flächen eingenommen gefolgt von 7 % Stadtbebauung und 7 % Felsformationen.

### Gemeindegliederung
Zur Gemeinde gehören neben dem historischen Ortskern von Mercury und Chevron viele größere und kleinere Weilersiedlungen und Gehöfte, darunter von Nordosten nach Südwesten:
- Chevronnet (565 m) im Nordosten an einer Wegkreuzung der Straßen von Allondaz, Pallud, Albertville und Mercury,
- La Frasse (630 m) im Norden am Fuß der Dent de Cons,
- Les Hérys (550 m), Le Cruet (545 m) und La Soffaz (586 m) am Ostfuß des La Belle Étoile,
- Le Chosal (468 m) und Le Villard (421 m) auf einer leichten Erhebung oberhalb des Siedlungsgebietes von Albertville,
- Charaville (414 m) und Les François (394 m) in der Senke des Ruisseau d’Évreux,
- La Forêt (420 m) und Gémilly (488 m) südlich des Ortskerns.

## Geschichte
Die Existenz der Pfarrei Mercury ist seit dem Hochmittelalter belegt, als 1170 sämtliche Pfarreien der Tarentaise und des mittleren Isèretals erstmals urkundlich erwähnt wurden einschließlich einer Ecclesia de Mercurio. Deren Namensgleichheit mit dem römischen Gott Mercurius wird dadurch erklärt, dass mit großer Wahrscheinlichkeit in der Nähe ursprünglich ein Merkurtempel stand. Im 13. Jahrhundert wurde die Schreibweise Mercuriez verwendet, ab dem 18. Jahrhundert erschien die Doppelgemeinde Mercury et Gemily. Bis 1965 hieß die Gemeinde offiziell Mercury-Gémilly.
Die Ländereien der Pfarrei gehörten zum Besitz der Herren von Chevron, eine der vier schon in der Frühzeit des Hauses Savoyen bestehenden Baronnien. Die Herrschaft Chevron erschien noch vor der Pfarrei erstmals 1132 als Cabridunum und 1149 als Baronnia Chabriduni in den Urkunden. Die Endung -dunum lässt auf einen keltischen Ursprung schließen mit der möglichen Urform Gabrodunum. Kurze Zeit später wurde bereits die dem heutigen Namen ähnlichere Form Chivron verwendet (1216 und 1410).

### Bevölkerungsentwicklung
| Jahr                       | 1954 | 1962 | 1968 | 1975 | 1982 | 1990 | 1999 | 2006 | 2017 |
| -------------------------- | ---- | ---- | ---- | ---- | ---- | ---- | ---- | ---- | ---- |
| Einwohner                  | 1263 | 1297 | 1370 | 1620 | 2037 | 2154 | 2330 | 2649 | 3088 |
| Quellen: Cassini und INSEE |      |      |      |      |      |      |      |      |      |

Mit 3471 Einwohnern (Stand 1. Januar 2022) gehört Mercury zu den mittelgroßen Gemeinden des Départements Savoie. Nachdem die Einwohnerzahl in den ersten Jahrzehnten des 20. Jahrhunderts rückläufig war (1901 wurden noch 1 511 Einwohner gezählt), wurde seit Mitte der 1930er Jahre wieder eine Bevölkerungszunahme verzeichnet, die bis heute andauert. Die Ortsbewohner von Mercury heißen auf Französisch Chevronnais(es).

## Sehenswürdigkeiten

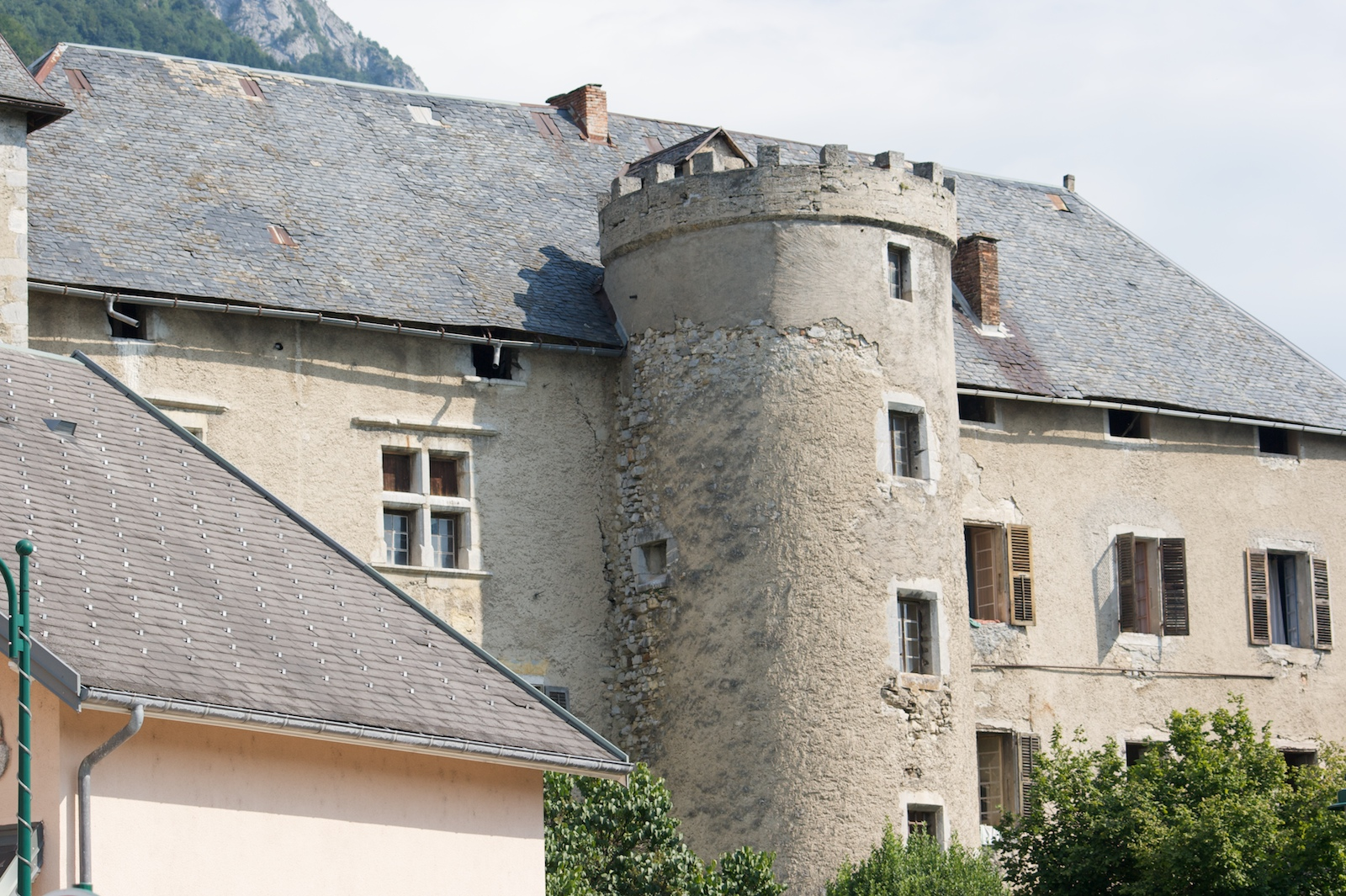
Schloss Chevron

- neoromanische Kirche des Stuhls von St. Peter (Église de la Chaire-de-Saint-Pierre) aus dem Jahre 1834
- Schloss Chevron, Burganlage aus dem Jahr 1355, Umbauten aus dem 17. Jahrhundert, seit 1982 Monument historique und heute in Privatbesitz.[6] Es ersetzte die kurz zuvor niedergebrannte Burganlage auf der gegenüberliegenden Erhebung Colline de Château-Vieux.
- Fort Tamié, Festung aus dem Jahre 1876

## Persönlichkeiten
- Nikolaus II. (990/995–1061), Papst, vermutlich auf der Burg Chevron geboren
- Jean-Baptiste Miège (engl.: John Baptist Miège, 1815–1884), Bischof von Messina und Apostolischer Vikar in Kansas und den Indianerterritorien

## Wirtschaft und Infrastruktur
Mercury ist bis heute ein vorwiegend durch den Weinbau und die Landwirtschaft geprägtes Dorf, dessen Weiden besonders für die Viehhaltung genutzt werden. Zusätzlich bestimmt Obstbau das Landschaftsbild. Daneben gibt es heute zahlreiche Betriebe des lokalen Kleingewerbes. Mittlerweile hat sich das Dorf auch zu einer Wohngemeinde entwickelt, so dass der Raumbedarf an Siedlungsfläche zu einem Rückgang der Landwirtschaft führt. Viele Erwerbstätige sind Wegpendler, die in den größeren Ortschaften der Umgebung, vor allem im Raum Albertville, ihrer Arbeit nachgehen.
Die Ortschaft liegt abseits der größeren Durchgangsstraßen in einem Netz von Departementsstraßen, die die verschiedenen Weiler mit den Nachbardörfern verbinden. Die D104 steigt vom Ortskern aus zum 958 m hohen Col de Tamié hoch und ermöglicht einen Zugang in das Innere des Massivs der Bauges. Im Nachbarort Gilly besteht über die Route nationale 90 Zugang zur Tarentaise und über die Autobahn A430 eine Verbindung mit dem regionalen Autobahnnetz. Die Bahnstrecke Saint-Pierre-d’Albigny–Bourg-Saint-Maurice verläuft durch das Isère-Tal und hat einen größeren Bahnhof in Albertville. Als Flughäfen in der Region kommen Chambéry-Savoie (Entfernung 63 km) und Genf (90 km) in Frage.

### Bildung
In Mercury befinden sich eine staatliche Vorschule (école maternelle) und zwei Grundschulen (école primaire).

## Besserungsanstalt
Von 1948 bis 1970 wurde in Mercury die von Abbé Garin gegründete und geleitete katholische Besserungsanstalt für Kinder und Jugendliche La Belle Étoile betrieben. In dem Dokumentarfilm Les Oubliés de La Belle Étoile berichten drei ehemalige Zöglinge über ihre traumatischen Missbrauchserfahrungen in dieser Anstalt.